# Número d'identificació del perill
El número d'identificació del perill és un codi unívoc que permet identificar fàcilment la mena de perill que hi ha en cas d'accident en el transport de mercaderies perilloses. Aquest codi es fa servir sempe amb el número ONU que permet identificar la substància.

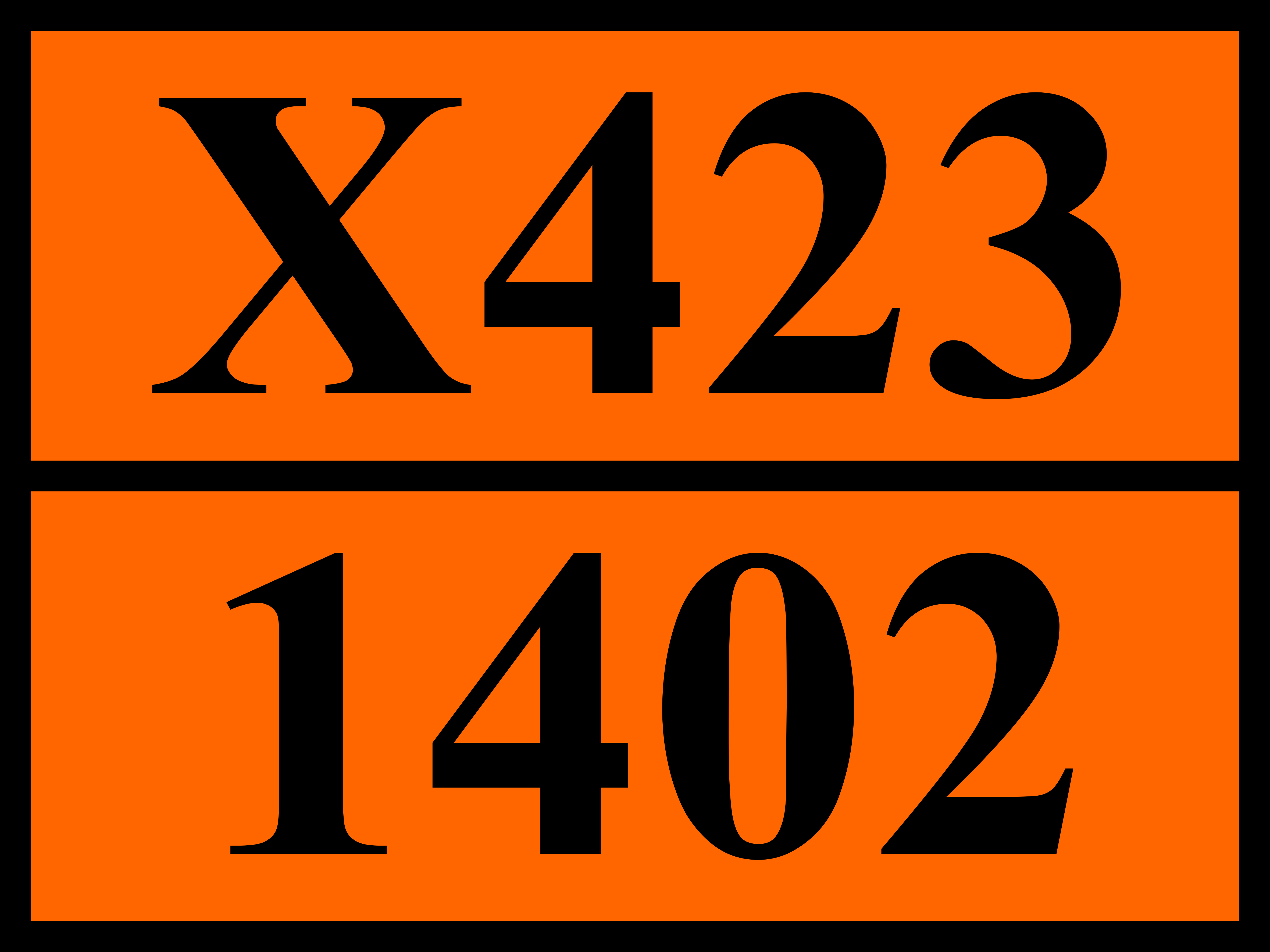
Exemple de placa d'identificació d'un camió carregat de carbur de calci
Números de perill:
- X reacciona amb aigua
- 4 matèria sòlida inflammable
- 2 emanació de gas
- 3 vapors inflamables
Número ONU: 1402 carbur de calci

En cas d'accident, el número de perill sempre s'ha de comunicar als serveis d'emergència (bombers, policia…) perquè així puguin coordinar millor l'assistència i limitar els danys. Els números proporcionen informació important per a la ràpida identificació del risc i l'organització de les mesures correctes per minvar el perill. El codi de perill «X», per exemple, indica que la substància reacciona de manera perillosa amb l'aigua. És clar que aquesta informació és crucial, com que l'aigua és el primer material al qual hom pensa espontàniament per apagar foc.
| Codi | Descripció del perill                                                                                   |
| --- | --- |
| 2 | Emanació de gas resultant de pressió o d'una reacció química                                            |
| 3 | Inflamabilitat de matèries líquides (vapors) i gasos o matèries líquides susceptibles d'autoescalfament |
| 4 | Inflamabilitat de matèries sòlides o matèries sòlides susceptibles d'autoescalfament                    |
| 5 | Comburent, facilita l'incendi                                                                           |
| 6 | Toxicitat o perill d'infecció                                                                           |
| 7 | Radioactivitat                                                                                          |
| 8 | Corrosivitat                                                                                            |
| 9 | Perill de reacció violenta espontània                                                                   |
| X | Reacció perillosa amb l'aigua                                                                           |
| - es repeteix dues vegades la mateixa xifra per intensificar el perill - sempre es fan dues xifres, quan el perill es pot indicar amb una sola, es completa amb un zero - no es fa servir la xifra 1 per a explosius als plafons exteriors als vehicles, perquè es confon fàcilment amb la 7, per als explosius es fa servir una de les categories 3 o 4 | |

El número d'identificació del perill va ser fixat per l'Acord europeu relatiu al transport internacional de mercaderies perilloses per carretera (ADR) i Conveni relatiu al transport internacional per ferrocarril (COTIF). L'ADR se sol actualitzar cada dos anys.
Des del 2008, les regles es van estendre al transport nacional als estats membres de la Unió Europea per tal d'harmonitzar les condicions de transport.